# Jamaica Plain
Jamaica Plain ist ein historischer Stadtteil (neighborhood) der Stadt Boston im Bundesstaat Massachusetts in den Vereinigten Staaten mit einer Ausdehnung von 4,4 mi² (11 km²). Ursprünglich von den Puritanern gegründet, die Ackerland im Süden suchten, war es bis 1851 Teil von Roxbury. In diesem Jahr trennte sich die Stadt von Roxbury und wurde Teil der neuen Stadt West Roxbury. Mit der Annektierung von West Roxbury durch die Stadt Boston im Jahr 1874 wurde Jamaica Plain schließlich ein Teil von Boston.
In Jamaica Plain befindet sich mit dem Footlight Club das älteste Laientheater der Vereinigten Staaten. Im 19. Jahrhundert wurde Jamaica Plain zu einem der ersten Straßenbahn-Vororte der USA. In dem Stadtteil liegt ein großer Teil des Emerald-Necklace-Parksystems, das von Frederick Law Olmsted angelegt wurde. Im Jahr 2010 lebten 37.468 Menschen in Jamaica Plain.

## Geografie

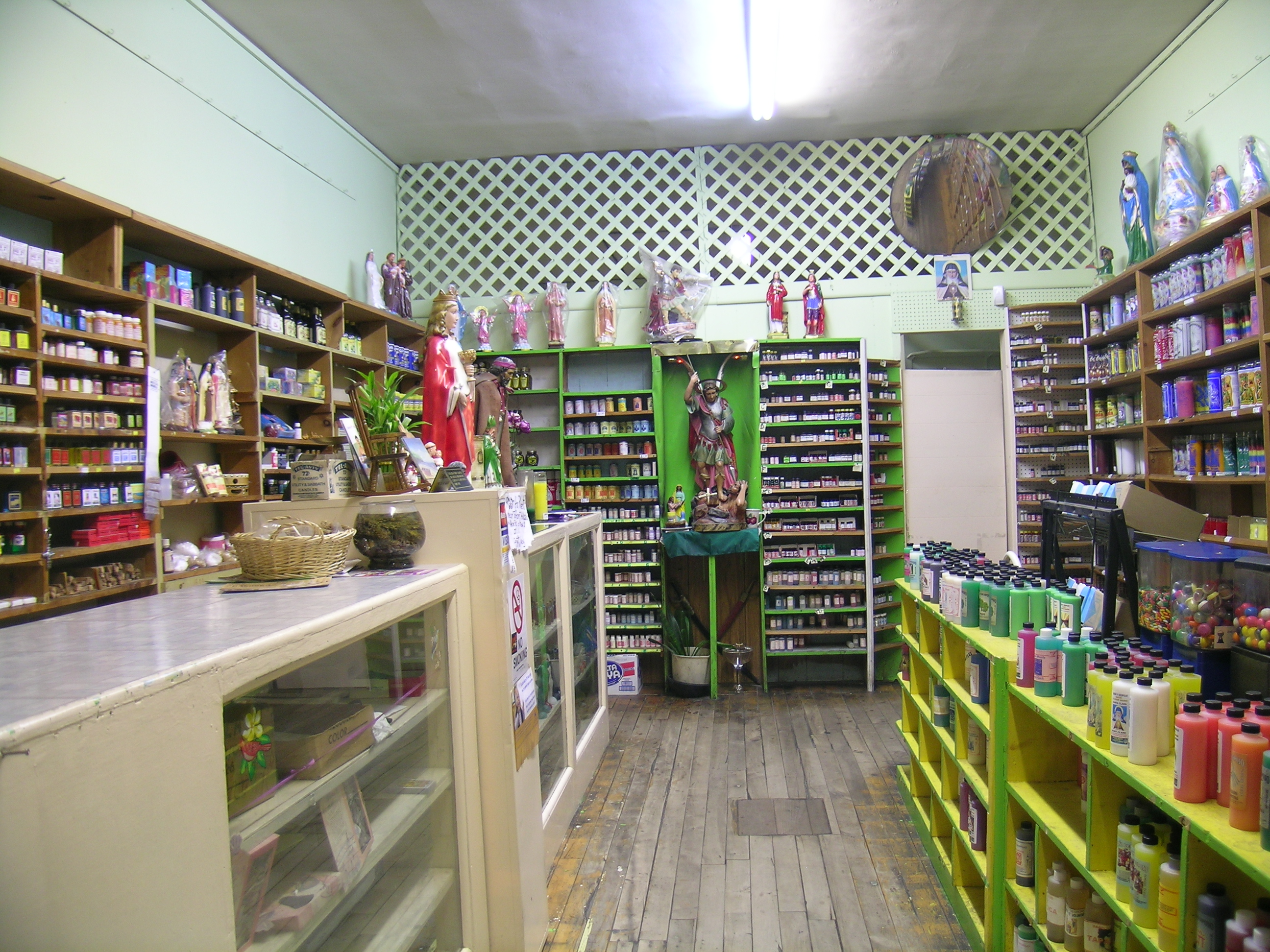
In Jamaica Plain gibt es mehrere Botánicas, welche die Latinos mit Volksmedizin sowie Heiligenstatuen, mit Gebeten dekorierte Kerzen, Drachenbäumen und anderen zum Teil esoterischen Gegenständen versorgen.

### Stadtgliederung
Jamaica Plain besteht aus einigen selbstständigen historischen Distrikten. Einige ihrer Namen sind jedoch veraltet und werden eher von Wissenschaftlern und Immobilienmaklern als von Anwohnern verwendet.

#### Brookside
Der Bezirk wird grob durch die Straßen Boylston, Green und Washington sowie durch den Southwest Corridor Park begrenzt.

#### Egleston Square
Der Platz liegt an der Kreuzung von Columbus Avenue und Washington Street an der Grenze zwischen Jamaica Plain und Roxbury.

#### Forest Hills
Der Bezirk wird grob durch den Arborway, die Straßen Morton, Walk Hill und South sowie durch den Friedhof Forest Hills Cemetery begrenzt.

#### Hyde Square
Dies ist die Gegend um die Kreuzung zwischen den Straßen Centre, Day und Perkins, der sich östlich entlang der Centre Street bis nach Roxbury erstreckt.

#### Jackson Square
Der Jackson Square liegt an der Kreuzung von Columbus Avenue und Centre Street. Dort befindet sich die Jackson Square-Station der MBTA-Orange Line.

#### Jamaica Hills
Der Bezirk befindet sich nordwestlich des Arnold-Arboretums und umfasst auch Moss Hill und Green Hill.

#### Parkside
Parkside wird grob durch die Washington Street, den Egleston Square, die Morton Street und den Franklin Park begrenzt.

#### Pondside
Der Bezirk wird grob durch die Centre Street, die Perkins Street und den Jamaicaway begrenzt.

#### South Street
Der Bezirk South Street folgt der gleichnamigen Straße von The Monument bis nach Forest Hills.

#### Sumner Hill
Sumner Hill wird grob durch die Seaverns Avenue sowie durch die Straßen Everett, Sedgwick und Newbern begrenzt.

#### Sunnyside
Der Bezirk wird grob durch die Straßen Centre, Day, Round Hill und Gay Head begrenzt.

#### The Monument
Der Bezirk überschneidet sich mit Pondside und bezieht sich auf die Gegend um die Kreuzung zwischen Centre Street und South Street.

#### Woodbourne
Woodbourne liegt südlich von Forest Hills und wird durch die Straßen Walk Hill, Goodway und Wachusett begrenzt.

#### White City
Das Gebiet ist nicht länger existent und umfasste Teile der Hyde Park Avenue sowie einige Blocks, die heute zu Woodbourne gehören.

## Geschichte

### Kolonialzeit
Kurz nach der Gründung von Boston und Roxbury im Jahr 1630 siedelten William Heath und drei weitere Familien auf dem Land südlich des Parker Hill ein dem Gebiet, wo sich heute der Stadtteil Jamaica Plain befindet. In den darauf folgenden Jahren gründeten William Curtis, John May und andere Siedler Farmen entlang des in der Nähe befindlichen Stony Brook, der von Süd nach Nord vom Turtle Pond in Hyde Park bis zu seiner Mündung in die Marsche des Charles River floss, die heute aufgefüllt sind (vgl. Shawmut-Halbinsel). Im Jahr 1659 kaufte John Polley eine Farm von Lt. Joshua Hewe an der Stelle, wo heute das Soldier's Monument an der Kreuzung der Straßen South und Centre in der Nähe des Great Pond (heute Jamaica Pond) steht. Später erhielt Joseph Weld als Auszeichnung für seine Dienste während des Pequot-Kriegs ein Grundstück mit einer Fläche von 278 Acres (ca. 1,125 km²), das zwischen der South- und Centre Street lag. Sein Sohn John errichtete auf diesem Grundstück ein Gebäude entlang der South Street auf dem Gelände des heutigen Arnold-Arboretum, und seine Nachkommen lebten dort für viele Generationen.
Im späten 17. Jahrhundert taucht der Name Jamaica für die Gegend um Roxbury zwischen dem Stony Brook und Great Pond zum ersten Mal auf. Zum Ursprung der Bezeichnung gibt es eine Vielzahl von Theorien. Eine verbreitete Vermutung führt die Wortherkunft auf das Exportprodukt Jamaica Rum als Referenz auf die Rolle von Jamaika im atlantischen Dreieckshandel von Zucker, Rum und Sklaven zurück. Wahrscheinlicher ist jedoch, dass „Jamaica“ ein Anglizismus für den Namen des Massachusett-Sachem Kuchamakin ist, der Regent der jungen Chickatawbut war. Auf einigen Karten wurde das Gebiet bis in das mittlere 19. Jahrhundert hinein als „Jamaica Plains“ bezeichnet.
Im Jahr 1676 spendeten John Ruggles und Hugh Thomas Land zur Errichtung der ersten Schule. Ein Geschenk von 75 Acres (303.514 m²) Landfläche südlich des Great Pond durch John Eliot versorgte die Schule mit finanziellen Mitteln, die daraufhin den Namen Eliot School bekam, den sie bis heute trägt.
Während des 18. Jahrhunderts veränderten sich die Farmen der Jamaica-Sektion in Roxbury von der Subsistenzwirtschaft zur nachfrageorientierten Marktwirtschaft und belieferten die stetig wachsende Bostoner Bevölkerung. Zur gleichen Zeit kauften reiche Einwohner Grundstücke und errichteten Immobilien in der noch ländlichen Gegend. 1740 kaufte Benjamin Faneuil, Neffe des Bostoner Händlers Peter Faneuil, Land zwischen der Centre Street und dem Stony Brook. 1752 kaufte Kommodore Joshua Loring die alte Polley Farm und baute dort ein Haus, in das er sich zurückzog. Am Jamaica Pond errichtete der Provinzgouverneur Francis Bernard eine Sommerresidenz auf einem Grundstück von 60 Acres (242.811 m²). Im Jahr 1775 waren Truppen aus Rhode Island und Connecticut bei Einwohnern in Jamaica Plain einquartiert. General George Washington stationierte Truppen auf dem Weld Hill, dem heutigen Bussey Hill im Arnold-Arboretum. Die Einheiten dort schützten die Straße nach Süden in Richtung Dedham, wo sich das amerikanische Arsenal befand, für den Fall, dass die Briten die Belagerung von Boston durchbrechen sollten.
Mit der Amerikanischen Revolution flohen viele der Loyalisten unter den Immobilienbesitzern aus dem Land und wurden durch die emporkommende Elite des neuen Boston ersetzt. 1777 kaufte John Hancock eine Immobilie in der Nähe des Jamaica Pond. Die Witwe Ann Doane kaufte die Immobilie, die zuvor dem Loyalisten Joshua Loring gehört hatte und die noch heute als Loring-Greenough House existiert. Als Samuel Adams Gouverneur von Massachusetts wurde, kaufte er die ehemalige Peacock Tavern in der Nähe des heutigen Faulkner Hospital. Mit seinem im Old China Trade gewonnenen Vermögen errichtete James Perkins im Jahr 1802 das Pinebank Mansion oberhalb des Jamaica Pond.

### Amerikanische Revolution bis zur Annektierung
In den frühen Jahren des 19. Jahrhunderts setzten sich die Trends der Zeit nach der Unabhängigkeit fort. Die Jamaica Pond Aqueduct Corporation errichtete in den Jahren von 1795 bis 1886 ein Aquädukt nach Boston und Roxbury, um die Wasserversorgung der beiden Städte sowie später auch von West Roxbury zu verbessern. Auf der Centre Street (damals ein Highway nach Dedham) verkehrten Fuhrwerke, um die Menschen zu befördern, was sich 1806 auch auf die neuen Mautstraßen Norfolk Turnpike und Bristol Turnpike (heute Washington Street) ausdehnte. 1826 gab es bereits stündlich planmäßige Verbindungen von Jamaica Plain nach Roxbury und Boston, die in den 1830er Jahren durch den Einsatz von Omnibuslinien weiter verbessert wurden, um die wachsenden Passagierzahlen zu bewältigen. Die erste Zugverbindung erreichte Jamaica Plain mit der Aufnahme des Betriebs der Boston and Providence Rail Road im Jahr 1834, die ab 1839 den Anwohnern besonders niedrige Tarife anbot. Auf deren Bitte hin wurde zusätzlich zu den Haltepunkten an der Boylston Street und im heutigen Forest Hills im Jahr 1836 eine weitere Haltestelle an der Green Street errichtet, die bald zu einem Drehkreuz für Handwerker und Bauarbeiter wurde.
Kurz darauf wurde die nahe gelegene Centre Street zu einer Haupteinkaufsstraße, in der größere Lebensmittelhändler weitere lokale Geschäfte anzogen, die von alltäglichen Handelswaren bis hin zu Importen von den West Indies ein breites Produktspektrum anboten. Während der 1840er Jahre wuchs der lokale Markt weiter, als sich Pendler aus Boston in Jamaica Plain ansiedelten. Im Tal des Stoney Brook bildete sich entlang der Eisenbahnlinie, die neben Roxbury verlief, ein kleines Industriegebiet mit kleinen Chemiefabriken, Gerbereien und Seifenfabriken, die dort aufgrund des fließenden Wassers, der Abgeschiedenheit, des Zugangs zu Verkehrsmitteln sowie durch das verfügbare Land Vorteile hatten. Aufgrund der wachsenden Bevölkerung wurde in dieser Zeit auch eine Reihe neuer und größerer Kirchen gebaut, darunter die First Baptist (1843), die First Church (1853) sowie die Central Congregational (1856).
Um 1850 erlebte die bislang von Landwirtschaft geprägte Gesellschaft eine signifikante Veränderung. Nur 10 % der Haushaltsvorstände waren als Farmer eingetragen, während bereits 28 % Geschäftsleute und Facharbeiter waren. Weitere 20 % waren in Irland geboren oder stammten von Iren ab. Die Eigentümer großer Immobilien bemühten sich, das kontinuierliche Ansteigen der Grundsteuer in Roxbury einzugrenzen und sagten sich 1851 erfolgreich mit der Gründung von West Roxbury von der Stadt Roxbury los. Zwischenzeitlich setzte sich jedoch das Wachstum ungebremst fort. Im Jahr 1850 baute David S. Greenough auf dem südlichen Ende des Landes seiner Familie vier Straßenzüge, darunter die heutige McBride Street. Drei Jahre später verkaufte er Land auf der Ostseite der Eisenbahnlinie an die neue Jamaica Plain Gas Light Company. 1857 dehnte die neu gegründete West Roxbury Railroad Company ihre mit Pferdewagen betriebene Linie bis zu einem Depot an der South Street aus, wo heute Sozialwohnungen gegenüber der McBride Street stehen.
Im gleichen Zeitraum wurden während des Winters entlang des Südufers am Jamaica Pond regelmäßig Hütten aus Eis errichtet, das bis in die 1890er Jahre, als die Stadt Boston den See käuflich erwarb, von der Jamaica Plain Ice Company während der Wintermonate direkt im See abgebaut und in Boston verkauft wurde. Im Zuge der Weiterentwicklung des öffentlichen Personennahverkehrs, der sowohl die Pendler in Jamaica Plain versorgte als auch die Entwicklung des Stadtgebiets förderte, fügte die Boston and Providence Rail Road 1860 ein zweites, 1870 ein drittes und 1890 ein viertes Gleis hinzu. Viele der neuen Einwohner waren Iren und katholisch, und um ihre Bedürfnisse zu bedienen, begann das Erzbistum Boston mit dem Bau der St. Thomas Aquinas Church in der South Street und fügte 1873 eine Grammar School hinzu. In weniger als einer Generation hatte sich Jamaica Plain vollständig verändert und die reichen Immobilienbesitzer hatten kaum noch Macht. 1873 stimmten die Einwohner von West Roxbury – von denen die meisten in Jamaica Plain lebten – für die Annektierung durch Boston. West Roxbury war von 2.700 Einwohnern im Jahr 1850 auf 9.000 Einwohner im Jahr 1875 angewachsen, und viele der neuen Einwohner sehnten sich nach den Vorteilen der öffentlichen Dienste wie Straßenreinigung und Abwasserentsorgung, welche die Stadt Boston anbieten konnte.

### Stadtteil von Boston

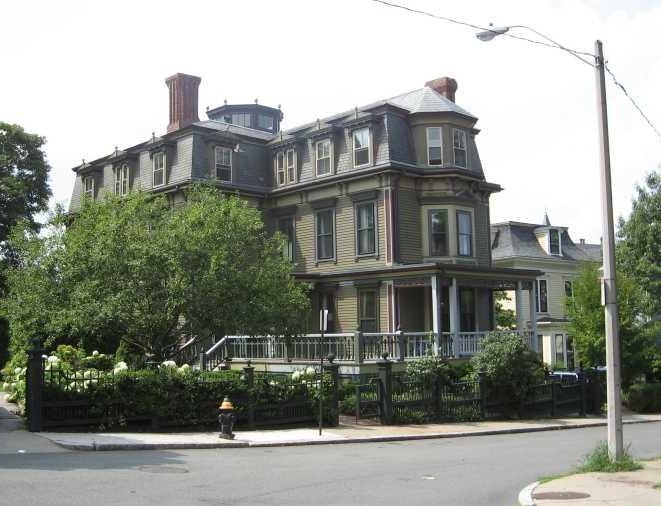
Haus auf dem Sumner Hill

Auch nach der Annektierung durch Boston setzte sich das Bevölkerungswachstum fort. Die ersten dreistöckigen Wohnhäuser (Dreidecker), die typisch für die Architektur in Neuengland sind, wurden in den 1870er Jahren errichtet und fanden während der 1890er Jahre eine schnelle Verbreitung. In Jamaica Plain wurden die ersten Geschäftsviertel in den 1870er Jahren errichtet, darunter das erste aus Ziegeln bestehende Geschäftshaus im Jahr 1875. 1873 wurde die imposante, ebenfalls aus Ziegeln bestehende Polizeistation an der Seavern's Avenue gebaut, ein Jahr später erfolgte die Umbenennung der Eliot School in West Roxbury High School, was kurz nach der Annektierung erneut in Jamaica Plain High School geändert wurde.
Das Tal des Stony Brook war lange Zeit das industrielle Zentrum von Jamaica Plain. Im Jahr 1871 eröffnete die Haffenreffer-Brauerei in der Nähe der Boylston Street und Armory Street, wobei sie große Vorteile dadurch hatte, dass sie zum einen frisches Wasser aus dem Fluss entnehmen konnte und zum anderen deutsche Immigranten in der Gegend wohnten. Im gleichen Jahr wurden der Boylston Schul-Verein und die German Saturday School gegründet, um die deutschstämmigen Einwohner zu bedienen. 1878 eröffnete zwischen den Straßen Williams und Green mit der Sturtevant Company das erste US-amerikanische Unternehmen, das Lüfter herstellte und schnell 500 Angestellte beschäftigte. 1901 kam es dort zu einem großen Feuer, woraufhin sich das Unternehmen einige Meilen weiter südlich in Hyde Park neu ansiedelte.
Der kontinuierliche Zuwachs sowohl von Einwohnern als auch Unternehmen im Tal des Stony Brook brachte den Wunsch hervor, den Bach zu kanalisieren, Fluten zu verhindern und eine Abwasserentsorgung zu installieren. In den 1870er Jahren wurde der Bach vertieft und in einen hölzernen Kanal geleitet, aber das Tauwetter im Frühling resultierte in einer Überflutung der Straßen in der Umgebung, was zu neuem Eifer führte. Die Arbeiten dauerten bis 1908 – ab diesem Zeitpunkt verlief der Bach auf der Strecke von Forest Hills bis in die Back Bay Fens, wo er hinter dem Museum of Fine Arts, Boston mündet, vollständig in einem flachen Kanal. In den folgenden Jahren geriet der Bach, der einst das industrielle Herz von Jamaica Plain definiert hatte, mehr und mehr in Vergessenheit, bis ihm durch eine neue Station der Orange Line an der Boylston Street namens Stony Brook ein Denkmal gesetzt wurde.
In Jamaica Plain waren auch in dieser Epoche die Brauereien wichtige Arbeitgeber. Die Highland Spring Brewery an der Heath Street war seit 1867 in Betrieb. In den 1880er Jahren öffneten die Brauereien Eblana und Park sowie die American Brewing Company ihre Türen und beschäftigten viele der in der Nähe wohnenden deutschen und irischen Immigranten. Die Franklin Brewery erweiterte das Brauereiviertel bis zur Washington Street. Während der Prohibition wurden all diese und auch weitere Brauereien geschlossen, doch nur wenige konnten nach der Aufhebung der Verbote wieder öffnen. Durchaus erfolgreich war die Haffenreffer-Brauerei, die bis 1964 Bier produzierte. Das alte Gebäude beherbergt heute mehrere Unternehmen, darunter die Boston Beer Company.
Ein bekanntes Unternehmen, das nach der Prohibition an die Heath Street zog, war der Softdrink-Hersteller Moxie. Das gleichnamige Getränk, das Augustin Thompson in Lowell im Jahr 1876 erfunden hatte, wurde vom Unternehmen nach einem ähnlichen Marketing-Muster, wie es von Coca-Cola betrieben wurde, vermarktet, um das Getränk von einem medizinischen Tonikum abzugrenzen und als Softdrink zu platzieren. Im Jahr 1920 verkaufte sich Moxie noch deutlich besser als Coca-Cola. Während der Großen Depression musste das Unternehmen jedoch seine Werbemaßnahmen vollständig einstellen und konnte die verlorenen Marktanteile nicht wieder aufholen. Die Fabrik musste 1953 schließen, woraufhin das Gebäude durch die Stadt Boston abgerissen wurde, um neue Wohnbauprojekte umsetzen zu können.
Während des späten 19. Jahrhunderts wuchs die Bebauungsdichte in Jamaica Plain mit der zunehmenden industriellen Entwicklung weiter an, um Wohnraum für die Arbeiter in den umliegenden Unternehmen sowie für Pendler zu schaffen. Das Viertel Sumner Hill wurde zum Sitz von Unternehmern und Managern. In den 1880er Jahren wurden das Haus Parley Vale sowie die Robinwood Avenue entwickelt, um diese wohlhabende Klientel zu bedienen. Zehn Jahre später kamen mit der Moss Hill Road und der Woodland Road die noch heute exklusivsten Straßenzüge des gesamten Stadtteils hinzu. Für die Arbeiterklasse wurde ein Viertel südlich der South Street geschaffen, in das hauptsächlich irische Immigranten zogen. Anfang des 20. Jahrhunderts waren bereits so gut wie alle Straßen in Jamaica Plain bebaut.

### 20. Jahrhundert

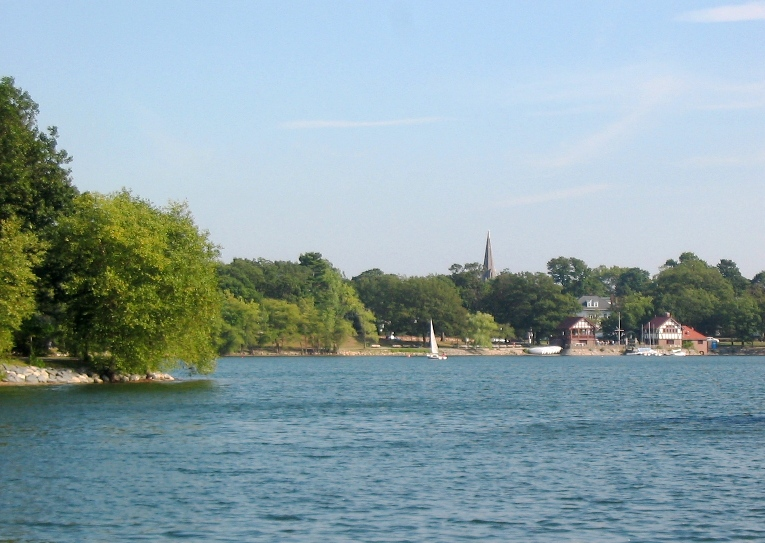
Der Jamaica Pond mit einem Bootshaus

Im Jahr 1900 kam ein neuer großer Arbeitgeber nach Jamaica Plain, als Thomas Gustave Plant eine Fabrik für seine Queen Quality Shoe Company an der Centre und Bickford Street eröffnete, die zu ihrer Zeit wohl die weltweit größte Manufaktur für die Herstellung von Damenschuhen war und etwa 5.000 Arbeiter beschäftigte. Um die zu dieser Zeit häufigen Arbeitskämpfe zu vermeiden, bot das Unternehmen ihren Angestellten einen Park direkt neben dem Fabrikgelände, Erholungsräume, eine Turnhalle, eine Bibliothek sowie einen Tanzsaal. Darüber hinaus sponserte sie Sportmannschaften der lokalen Ligen. Im Firmengebäude wurden bis in die 1950er Jahre Schuhe hergestellt, jedoch wurde der massive Ziegelbau durch Brandstiftung 1976 zerstört. Heute befindet sich an der Stelle ein Supermarkt.
Im Jahr 1900 wohnten in Jamaica Plain viele Immigranten, die den Stadtteil und seine Entwicklung wesentlich mitprägten. So wohnten viele Iren in den Straßen Heath und South sowie in Forest Hills und der als Brookside bezeichneten Gegend um den Stony Brook und machten bald ein Viertel der Gesamtbevölkerung des Stadtteils aus. Weitere 14 % waren Deutsche, die vorwiegend in Hyde Square, Egleston Square und Brookside lebten. Während die Iren vorwiegend einfacheren Arbeiten nachgingen, übernahmen die Deutschen höher qualifizierte Arbeitsplätze bis hinein in das Management und blieben mit eigenen Treffpunkten und Kirchen eher unter sich. 12 % der Einwohner waren Kanadier, von denen die meisten aus den dortigen, am Meer gelegenen Provinzen stammten und als Büroangestellte oder als Facharbeiter tätig waren. In den Jahren ab 1910 kamen auch Italiener hinzu. Neue Technologien wie das Aufkommen von Automobilen erlaubten den lokalen Unternehmen, noch weitere Angestellte aufzunehmen und neue Geschäftszweige zu gründen. In diesem Zeitraum stellte beispielsweise die Randall-Faichney Company Autoteile her, und die Holtzer-Cabot Company stieg von der Produktion von Elektromotoren und Telefonen auf Zubehör für Automobile um.
Zu dieser Zeit spielte die Religion eine wichtige Rolle im sozialen Leben. Der Zuwachs an katholischen Einwohnern führte zum Neubau von Kirchen, um die St. Thomas Aquinas zu ergänzen. Our Lady of Lourdes wurde 1896 in Brookside gebaut, Blessed Sacrament 1917 vollendet. Wenig später folgte St. Andrews an der Walk Hill Street. Jede Kirche hatte eine eigene Elementary School, welche die Gemeinde versorgte und für eine große Loyalität unter den Gemeindemitgliedern sorgte. 1927 gründete die Gemeinde St. Thomas eine eigene Highschool, die bis 1975 in Betrieb war. Protestantische Kirchen arbeiteten in ähnlicher Weise, um sich die Loyalität der Gemeindemitglieder zu sichern. Viele der Manager aus den umliegenden Fabriken hatten auch führende Positionen in nahe gelegenen Gemeinden. Die Central Congregational Church unterhielt Frauen-, Kinder- und Missionargruppen, die Nachbarn aus den unterschiedlichsten ökonomischen Schichten zusammenbrachten. Diesem Beispiel folgten auch weitere bürgerliche Organisationen.
Im Jahr 1897 wurde die Jamaica Plain Carnival Association mit dem Ziel gegründet, die Parade zu den Feierlichkeiten am Unabhängigkeitstag sowie die begleitenden Wettbewerbe und Feuerwerke zu planen und zu bewerben. Zwei Jahre später bildete sich die Jamaica Plain Businessmen's Association, um die kommerzielle Entwicklung des Stadtteils voranzutreiben. Innerhalb von drei Jahren wurden prominente Gemeindemitglieder dazu eingeladen, der nun als Jamaica Plain Citizen's Association firmierenden Gruppierung beizutreten, die sich unter anderem für die Verbesserung von Straßen, Spielplätzen und Schulen engagierte. Ebenfalls 1897 wurde der Tuesday Club exklusiv für Frauen gegründet, die ansonsten keinen Zugang zu den anderen Gruppen hatten. Der Club existiert noch heute im Loring Greenough House. Im späten 19. Jahrhundert wurde von Frederick Law Olmsted das Parksystem des Emerald Necklace entworfen und gebaut. Einrichtungen wie der Olmsted Park, der Jamaica Pond, das Arnold-Arboretum und der Franklin Park haben Generationen von Anwohnern in Jamaica Plain erfreut.
Das wahrscheinlich dramatischste Bauprojekt in Jamaica Plain war die Aufständerung der Zuglinie Orange Line in den 1890er Jahren.

### Nachbarschafts-Aktivismus in den 1970er Jahren

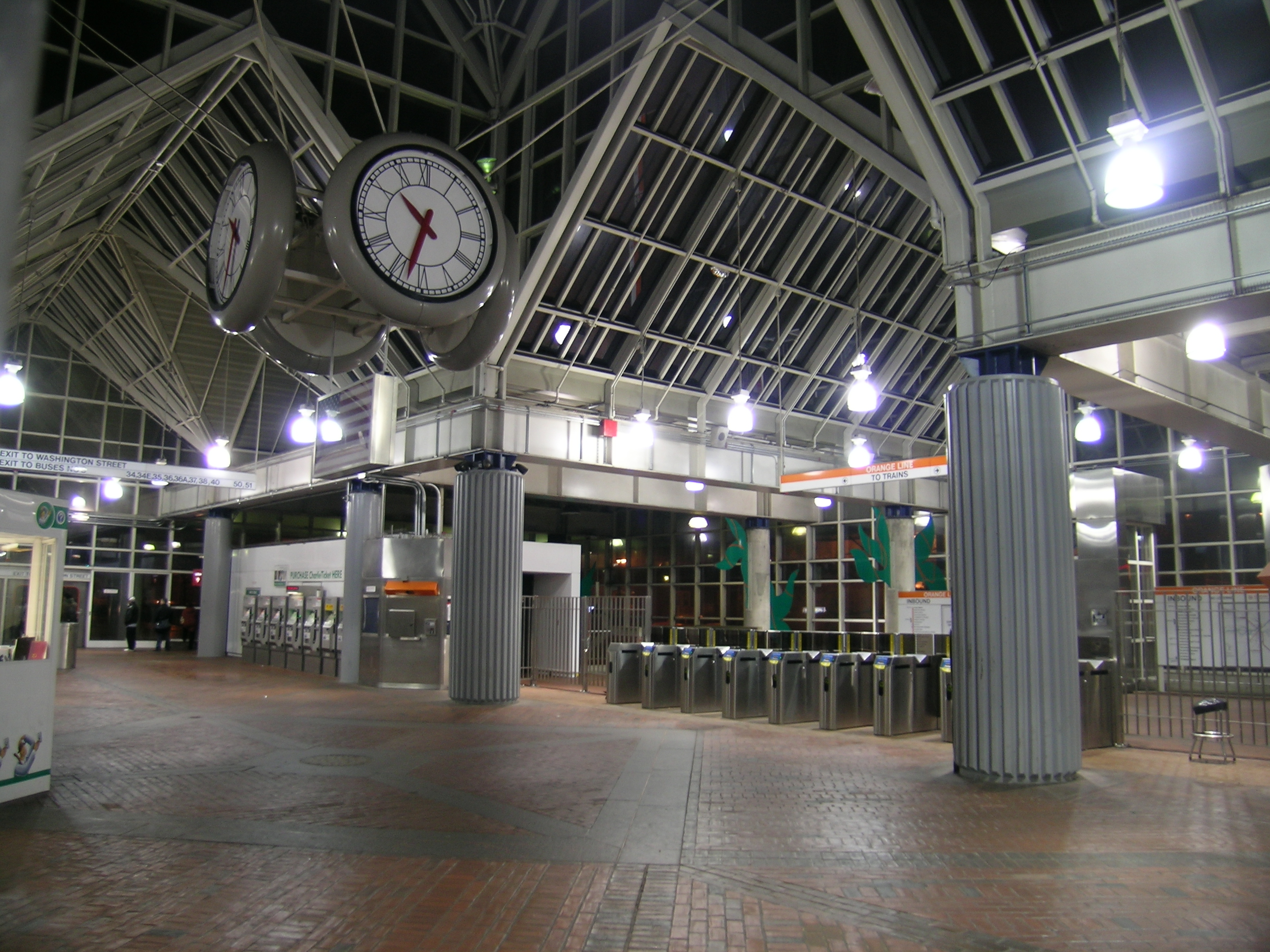
In den späten 1980er Jahren ersetzte die heutige MBTA-Station Forest Hills den roten Ziegelbau aus dem 19. Jahrhundert.

Jamaica Plain weist eine umfangreiche und vielfältige Historie im Hinblick auf Nachbarschafts-Aktivismus auf. In den frühen 1970er Jahren gab es Pläne, die Interstate 95 von Canton bis in das Zentrum von Boston zu verlängern, was den Verlauf der Strecke direkt durch Jamaica Plain geführt und damit den Stadtteil in zwei Hälften gespalten hätte. Viele örtliche Bürgerinitiativen liefen gemeinsam mit Einwohnern aus Roxbury und Hyde Park dagegen Sturm und übten massiven öffentlichen Druck auf den damaligen Gouverneur Francis W. Sargent aus, der das Projekt schließlich stoppen musste. Allerdings waren die Abrissarbeiten bereits begonnen worden und hinterließen eine fahle Narbe als Niemandsland mitten im Zentrum der Gemeinschaft.
Um das Jahr 1970 herrschte die Ansicht vor, dass sich Jamaica Plain in einem Stadium des Verfalls befinde. Das immer stärker werdende Redlining führte im Zusammenspiel mit weiteren Planungen und Beschlüssen zu einem Verfall der Wohnungen, zur Bildung von Slums und zu einem hohen Leerstand insbesondere im Zentrum des Stadtteils. Es kam auch vor, dass Einwohner, die für ihre Wohnungen oder Häuser keinen Käufer fanden, einfach das Weite suchten. Um Vandalismus und Brandstiftungen zu verhindern, beschäftigte die 1974 gegründete gemeinnützige Immobilienfirma Urban Edge Freiwillige, um die leeren Wohnungen und Häuser zu überwachen und zum Teil auch physisch in Besitz zu nehmen.
Im Jahr 1974 schloss sich die Gemeinschaft unter der Ägide eines im Alinsky-Stil organisierten Projekts zusammen, welches vom Ecumenical Social Action Committee (ESAC) finanziert wurde. Ein Zusammenschluss örtlicher Kirchengemeinden führte eine einzigartige und letztendlich erfolgreiche Kampagne durch, um die Bostoner Banken zu einer Überarbeitung ihrer Vergaberichtlinien zu zwingen und anstelle des Redlining ein Greenlining durchzuführen, um durch beide Maßnahmen Investitionen im Stadtteil zu stimulieren. Ebenso sollte das Redlining endgültig beendet werden.
Nachdem ein Forschungsprojekt gezeigt hatte, dass zwischen 1968 und 1972 die Vergabe von Hypotheken dramatisch zurückgegangen war, starteten Aktivisten eine Greenlining-Kampagne mit dem Titel „The Jamaica Plain Community Investment Plan“. Darin wurden örtliche Anwohner dazu aufgerufen, ihre Ersparnisse an eine lokale Einrichtung zu überweisen, die dafür garantierte, dieses Geld in die Vergabe von Hypotheken innerhalb von Jamaica Plain zu investieren. Die Kampagne generierte insgesamt für die zugesagten Zwecke eine halbe Million US-Dollar. Im Oktober 1974 war die Gruppe ebenfalls erfolgreich, als sie dem als Gouverneur kandidierenden Michael Dukakis das Versprechen abnehmen konnten, dass staatlich zugelassene Banken jährlich ihre Kreditvergaberichtlinien nach Postleitzahl sortiert offenlegen mussten. Nach seiner Wahl hielt Dukakis sein Wort und ignorierte Drohungen der Banken, die gerichtlich dagegen vorgehen wollten. Am 16. Mai 1975 trat das neue Gesetz in Kraft.
In den folgenden Jahren entwickelte die Southwest Corridor Coalition, die sich aus lokalen Einwohnern zusammensetzte und durch Staatsbeamte unterstützt und angeleitet wurde, einen umfangreichen Plan zur Neuentwicklung des Korridors. Es wurde der Beschluss gefasst, die aufgeständerte Bahnlinie an der Washington Street zu entfernen und durch eine U-Bahn zu ersetzen. Parallel dazu wurde der Southwest Corridor Park errichtet, der von Forest Hills nördlich durch das alte Tal des Stony Brook verläuft.
Die Veränderungen im Schienenverkehr zogen auch Veränderungen im Straßenverlauf nach sich. So wurde 1977 die seit 1903 bestehende Arborway-Linie bis zur Heath Street verkürzt und der Rest der Strecke bis Forest Hills durch Busse ersetzt. Diese Regelung ist noch heute Gegenstand von Diskussionen und Auseinandersetzungen.

### Städtische Erneuerung
Die Bemühungen der Southwest Corridor Coalition waren so erfolgreich, dass sie über das eigentliche Ziel hinaus schossen – um 1980 war das Zentrum des Stadtteils zwar stabilisiert, jedoch schlug das Ausbleiben von Investitionen in Gentrifikation um, was zu einem neuen Problem wurde. In den 1980er Jahren wurden durch niedrige Mieten viele Studenten angezogen, die insbesondere die School of the Museum of Fine Arts, das Massachusetts College of Art und die Northeastern University besuchten und häufig in Wohngemeinschaften lebten. Im Stadtteil entwickelte sich darüber hinaus eine lebhafte Gemeinschaft aus Schwulen und Lesben. Die in Jamaica Plain lebenden Künstler eröffneten Galerien, Buchhandlungen und Kunstzentren wie das umgebaute Feuerwehrhaus. Durch die niedrigen Immobilienpreise in Jamaica Plain konnten sich zu dieser Zeit viele ein erstes eigenes Haus oder eine eigene Wohnung leisten.
Die Wiederbelebung setzte sich auch in den 1990er Jahren fort. Gemeinnützige Wohnungsbaugesellschaften kauften verfallene Häuser und leerstehende Grundstücke, um sie in Mietobjekte für Menschen mit geringem Einkommen umzuwandeln. Zur gleichen Zeit wurde das Gelände der ehemaligen Schuhfabrik in die JP PLaza, eine Einkaufsmeile mit angeschlossenem Supermarkt, umgewandelt. Ebenfalls fand auf dem gleichen Gelände ein Neubau des Martha Eliot Health Center Platz.

### Die Situation heute
Zur Wende des 21. Jahrhunderts lebten in Jamaica Plain viele Fachkräfte mit College-Abschluss, politische Aktivisten und Künstler.
In den Bezirken Hyde Square, Jackson Square und Egleston Square gibt es größere Anteile spanischsprechender Einwohner aus Kuba, der Dominikanischen Republik und Puerto Rico. Im Jahr 2000 setzte sich die Bevölkerung in Jamaica Plain insgesamt aus 50 % Weißen, 23 % Hispanics oder Latinos, 17 % Schwarze, 7 % Asiaten und 3 % Sonstige zusammen. Es gibt – ganz im Gegensatz beispielsweise zum benachbarten Brookline – mit der Nehar Shalom Community Synagogue nur eine Synagoge, die noch dazu relativ jung ist.
Das Ende des Redlining und die Stabilisierung des Immobilienmarktes in den späten 1970er Jahren führte im Zusammenspiel mit der Neuentwicklung des Southwest Corridor zu einer seit den 1990er Jahren stetig zunehmenden Gentrifizierung. Dies führte zu einer Aufheizung des Immobiliensektors, was wiederum einen rasanten Anstieg der Preise für ältere Häuser und Wohnungen in Parkside, Pondside und Sumner Hills sowie das Verschmelzen einiger größerer Wohngebiete und älterer Gewerbeobjekte zu Häuserblocks zur Folge hatte. Viele der zuvor leerstehenden Gebäude werden zu Wohneinheiten umgebaut.

## Kultur und Sehenswürdigkeiten

### Parks
Jamaica Plain hat unter den Bostoner Stadtteilen mit die meisten Grünflächenanteile. In ihm oder in direkter Nachbarschaft liegen große Teile des Emerald-Necklace-Parksystems, das im 19. Jahrhundert von Frederick Law Olmsted entworfen wurde:
- Olmsted Park – von der Massachusetts Route 9 am Riverway südlich bis zur Perkins Street inkl. der Seen Leverett Pond, Willow Pond und Ward's Pond
- Jamaica Pond – ist mit 60 Acres (242.811 m²) Oberfläche das größte und tiefste Süßwasservorkommen in Boston
- Arnold-Arboretum – beheimatet auf 265 Acres (ca. 1 km²) ein weltbekannte Pflanzensammlung, die von der Harvard University gepflegt wird. Auf dem Gelände befindet sich auch der Peter's Hill, der mit 235 ft (72 m) die höchste Erhebung in Jamaica Plain bildet.
- Franklin Park – ein 527 Acres (ca. 2 km²) großer Park, in dem sich der Franklin Park Zoo befindet.

Die Parks sind durch Parkways miteinander verbunden, die jeweils ebenfalls zum Emerald Necklace gehören. Von Süd nach Nord sind dies der Arborway, der Jamaicaway und der Riverway.
Der Parkfriedhof Forest Hills Cemetery fügt mit 275 Acres (ca. 1,1 km²) Fläche gemeinsam mit weiteren, gemeinsam noch einmal mehrere hundert Acres umfassenden Friedhöfen weitere Grünflächen hinzu.

## Wirtschaft und Infrastruktur

### Verkehr
Jamaica Plain wird durch die Busse und Bahnen der MBTA bedient. Gut ausgebaute und wichtige Straßen sind die Centre Street, der Jamaicaway, der Arborway, die Washington Street, South Street und die South Huntington Avenue.

#### Öffentlicher Personennahverkehr

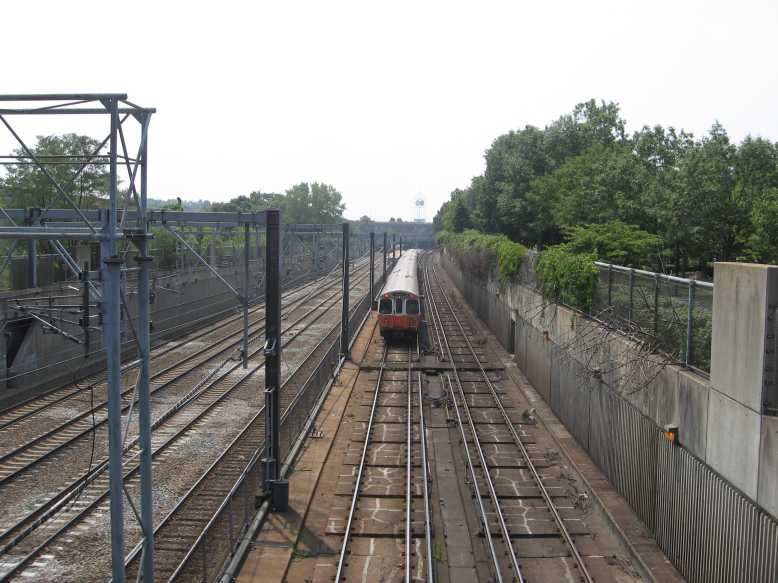
Ein Zug der MBTA Orange Line im ursprünglich als Highway konzipierten Southwest Corridor

Die Bahnlinie Green Line E endet aktuell an der Heath Street und der South Huntington Avenue. Von dort führen Buslinien weiter entlang der South Huntington Avenue, Centre Street und South Street bis zur Endstelle an der Forest Hills Station, die ein Hauptknotenpunkt des öffentlichen Personennahverkehrs ist und sich in fußläufiger Entfernung zum Arnold-Arboretum sowie zum Forest Hills Cemetery befindet. Die Orange Line führt als U-Bahn durch die Mitte von Jamaica Plain und hält an den Stationen Jackson Square, Stony Brook, Green Street und Forest Hills. Busse verbinden den Stadtteil mit West Roxbury, Hyde Park, Dedham und Walpole, während der übrige Teil von Boston nur mit dem PKW erreicht werden kann.

#### Kontroverse um dieGreen Line
Die vorgeschlagene Restaurierung des Streckenverlaufs der Green Line-E von der Heath Street bis zur Forest Hills Station hat in der Region für Spannungen gesorgt. Einige Anwohner und Pendler weisen darauf hin, dass dies eine gute Wiederanbindung an den Rest der Stadt sei, während andere die heutige Buslinie Nr. 39 entlang der alten Bahnstrecke sowie die U-Bahn Orange Line, die sich nur einige Blocks entfernt befindet, als gute und bewährte Alternative ansehen. Beide Seiten führen jeweils überzeugende Argumente an, doch die MBTA hat sich noch nicht für eine endgültige Lösung entschieden. Im Juni 2008 wurde ein großer Teil der alten Schienen der Green Line-E-Route entlang der Centre Street betoniert, so dass eine Wiederaufnahme des Fahrbetriebs nur mit großem Aufwand möglich ist.

#### Pendlerzüge
Die Needham Line hält an der Forest Hills Station. Darüber hinaus sind viele weitere Zugverbindungen leicht über die Orange Line Richtung Ruggles und Back Bay erreichbar.

#### Autoverkehr und Parkmöglichkeiten
Öffentliche Parkflächen befinden sich in der Nähe der Centre Street und Burroughs Street, gegenüber der Mary Curley School an der Centre Street und Spring Park Avenue sowie gegenüber der Blessed Sacrament Church am Hyde Square. Es gibt in Jamaica Plain nur wenige Parkuhren, wobei das Parken auf der Straße kostenfrei ist. Viele der Straßen in der Nähe der Stationen der Orange Line dürfen zwischen 8 und 18 Uhr nur von unmittelbaren Anwohnern als Parkplatz genutzt werden. Dies wurde eingeführt, um Pendler davon abzuhalten, tagsüber in den Anwohnerstraßen zu parken.

#### Radwege
In Jamaica Plain gibt es zwei große Radwanderwege. Der Pierre Lallement Bicycle Path verläuft entlang des Southwest Corridor Park von Forest Hills bis nach Back Bay, während im Westen Radwege durch die Parkanlagen des Emerald Necklace sowie entlang des Jamaicaway und des Riverway führen.

### Bildung
Schülerinnen und Schüler werden in Jamaica Plain an Schulen der Boston Public Schools unterrichtet.
Daneben unterhält das Erzbistum Boston eigene römisch-katholische Schulen, die jedoch immer weniger Zulauf haben. So kündigte das Erzbistum im Frühjahr 2009 an, die letzte noch in Betrieb befindliche Schule Our Lady of Lourdes schließen zu müssen, wenn die Eltern nicht 500.000 US-Dollar für ein weiteres Jahr Unterricht bereitstellten. Zu diesem Zeitpunkt hatte die Schule mit 187 Schülern 30 weniger als noch im Jahr 2005.

## Persönlichkeiten

### Söhne und Töchter von Jamaica Plain
- Emily Greene Balch (1867–1961), Nationalökonomin, Pazifistin und Friedensnobelpreisträgerin
- Richard Montgomery Field (1885–1961), Geologe und Paläontologe
- Sylvia Plath (1932–1963), Poetin und Autorin von Kurzgeschichten

### Persönlichkeiten, die vor Ort gewirkt haben
- Joshua Loring (1716–1781), britischer Marineoffizier und Loyalist
- William Heath (1737–1814), Landwirt, politischer Anführer und Major General der Continental Army
- James Michael Curley (1874–1958), Bürgermeister von Boston, Gouverneur von Massachusetts und Mitglied im Repräsentantenhaus der Vereinigten Staaten
- Malcolm Nichols (1876–1951), bis heute letzter republikanischer Bürgermeister von Boston
- Francis Parkman (1823–1893), Historiker
- Andrew James Peters (1872–1938), Staatsmann und Bürgermeister von Boston während des Streiks der Bostoner Polizei
- John F. Collins (1919–1995), Bürgermeister von Boston